# Nevena Škrbić Alempijević
Nevena Škrbić Alempijević (1976., Supetar), hrvatska etnologinja i kulturna antropologinja.

## Životopis
Rođena je 2. svibnja 1976. godine u Supetru na Braču. Studij etnologije te engleskog jezika i književnosti završila je na Filozofskom fakultetu Sveučilišta u Zagrebu 1999. godine. Nakon diplomiranja radila je kao kustos u Etnografskom muzeju Istre u Pazinu. Od 2001. godine zaposlena je na Odsjeku za etnologiju i kulturnu antropologiju Filozofskoga fakulteta Sveučilišta u Zagrebu, najprije kao asistentica, zatim docentica te izvanredna profesorica. Doktorirala je na istome Fakultetu 2006. godine, s disertacijom pod naslovom Analogne pojave u hrvatskim pokladnim i svadbenim običajima. Otad izvodi sveučilišnu nastavu na svim razinama studija, iz kolegija vezanih uz antropologiju društvenog sjećanja, antropologiju mjesta i prostora, studije predstavljanja i izvedbe te mediteranistiku. Suautorica je dviju znanstvenih knjiga; suurednica je šest uredničkih knjiga i zbornika radova; samostalno ili u suautorstvu objavila je preko četrdeset znanstvenih radova u međunarodnim i domaćim časopisima i zbornicima radova. Radove je objavljivala na hrvatskom, engleskom, njemačkom, francuskom, švedskom i mađarskom jeziku. Aktivna je članica domaćih i međunarodnih strukovnih i kulturnih udruženja. Predsjednica je Međunarodnog udruženja etnologa i folklorista (Société Internationale d’Ethnologie et de Folklore – SIEF) od 2017. godine, a u njegovom Izvršnom odboru djeluje od 2015. godine. Od 2007. do 2017. godine bila je članica Upravnog odbora Hrvatskog etnološkog društva, u razdoblju od 2011. do 2015. godine i njegova potpredsjednica, a trenutno sudjeluje u radu Nadzornog odbora Društva.

## Djelatnost
Područja istraživačkog interesa Nevene Škrbić Alempijević čine urbana etnologija, odnos grada i umjetnosti, istraživanja izvedbe, studije karnevala, festivala i drugih javnih događanja, antropologija mjesta i prostora, konstrukcija kulturnih regija, mediteranističke i otočne studije te antropologija društvenog sjećanja. Do 2018. godine sudjelovala je kao istraživačica u više nacionalnih i međunarodnih znanstveno-istraživačkih projekata, s temama konstrukcije identiteta i baštine, kultura sjećanja, političkih mjesta, postsocijalizma i stvaranja grada. U svom znanstvenom radu surađuje s nositeljima kulturnih politika, lokalnim samoupravama, turističkim zajednicama, nevladinim udrugama, organizatorima festivala i drugih javnih događanja itd.  Od 2014. godine sudjeluje u EU projektu CreArt, u suradnji s Hrvatskim društvom likovnih umjetnika.
Uključena je u rad brojnih fakultetskih i sveučilišnih radnih tijela, kao i u tijelima drugih znanstvenih institucija. Od 2008. do 2010. godine bila je voditeljica Poslijediplomskoga doktorskog studija etnologije i kulturne antropologije. U razdoblju od 2013. do 2015. godine obavljala je dužnost pročelnice Odsjeka za etnologiju i kulturnu antropologiju, a sada ima ulogu predstojnice Odsječke katedre za nacionalnu etnologiju. Sudjelovala je u radu Uredništva znanstvenoga časopisa Studia ethnologica Croatica u razdoblju od 2007. do 2015. godine. Od 2016. godine obnaša dužnost predsjednice Upravnog vijeća Instituta za etnologiju i folkloristiku u Zagrebu.

## Djela

### Knjige
- sa S. Potkonjak i T. Rubić. 2016. Misliti etnografski. Kvalitativni pristupi i metode u etnologiji i kulturnoj antropologiji. Zagreb: hed biblioteka – FF press
- s P. Kelemen. 2012. Grad kakav bi trebao biti. Etnološki i kulturnoantropološki ostvrti na festivale. Zagreb: Naklada Jesenski i Turk.

### Uredničke knjige
- s V. Gulin Zrnić i J. Zanki, ur. 2016. Mjesto izvedbe i stvaranje grada. Zagreb: Hrvatsko društvo likovnih umjetnika, Institut za etnologiju i folkloristiku
- s R. Doričić, H. Doričić, I. Eterović i I. Eterović, ur. 2016. Mune i Žejane Maksu Pelozi. Žejane: Udruga Žejane
- s J. Zanki, M. P. Ferenčić, S. Potkonjak, i M. Belaj, ur. 2015. Od državne umjetnosti do kreativnih industrija. Transformacija rodnih, političkih i religijskih narativa. Zagreb: Hrvatsko društvo likovnih umjetnika
- s M. Belaj, Z. Čiča, A. Matkovič i T. Porenta, ur. 2014. Ponovno iscrtavanje granica: transformacije identiteta i redefiniranje kulturnih regija u novim političkim okolnostima. Zagreb – Ljubljana: Hrvatsko etnološko društvo - Slovensko etnološko društvo
- s T. Rubić, Ž. Jelavić i Ž. Petrović Osmak, ur. 2009. 50 godina Hrvatskoga etnološkog društva (1959. – 2009.). Zagreb: Hrvatsko etnološko društvo
- s K. M. Hjemdahl, ur. 2006. O Titu kao mitu: proslava Dana mladosti u Kumrovcu. Zagreb: Srednja Europa – FF Press

### Znanstveni članci
(izbor iz bibliografije)
- sa S. Potkonjak. 2018. “Emplacing war-time memories, constructing a hero-city in present-day Croatia”. U Heroes. Repräsentationen des Heroischen in Geschichte, Literatur und Alltag, ur. J. Rolshoven, T. J. Krause i J. Winkler. Bielefeld: transcript Verlag, 171–189.
- s K. Ilić, K. 2017. “Cultures of memory, landscapes of forgetting. The case study of the Partisan memorial cemetery in Mostar”. Studia ethnologica Croatica, 29:73–100.
- sa S. Potkonjak. 2016. “The Titoaffect. Tracing Objects and Memories of Socialism in Postsocialist Croatia“. U Sensitive Objects. Affect and Material Culture, ur. J. Frykman i M. Povrzanović Frykman. Lund: Nordic Academic Press, 107–123.
- s T. Oroz. 2015. “Dva lica spomenika: Politike i prakse korištenja Spomenika Seljačkoj buni i Matiji Gupcu u Gornjoj Stubici”. Studia ethnologica Croatica, 27:131–187.
- s M. Belaj, M. 2014. “Remembering 'The Father of the Contemporary State of Croatia'. The Celebration of Tuđman’s Birthday in His Birthplace”. Traditiones, 43/1:79–109.
- s A. Perinić Lewis. 2014. “'Nothing without neighbours' – interlocal relations and campanilistic narratives on two Croatian islands”. Journal of Mediterranean Studies, 23/2:153–168.
- 2013. “Les localités politiques au quotidien: le village natal de Tito à l'époque postsocialiste”. Ethnologie française, 43/2:229–241.
- 2008. “Inventing Local Traditions, Becoming a Local Brand: Creators of Ludic Performances on a Croatian island”. Journal of Mediterranean Studies. 18/1 (2008), str. 43-62.
- 2008. “National Celebrations from an Outsider's Perspective”. Tidsskrift for kulturforskning, 7/2:41–56.

Potpuna bibliografija: https://www.bib.irb.hr/pregled/znanstvenici/243476?page=1 (pristupljeno 25. rujna 2018.)

## Nagrade i priznanja
- dobitnica posebnog priznanja Hrvatskog etnološkog društva, za doprinos vidljivosti struke organizacijom kongresa SIEF-a (2015.)
- dobitnica posebnog priznanja Filozofskog fakulteta, za doprinos ugledu Fakulteta organizacijom kongresa SIEF-a (2015.)
- dobitnica Godišnje nagrade Filozofskog fakulteta, zajedno s dr. sc. Petrom Kelemen, za knjigu Grad kakav bi trebao biti. Etnološki i kulturnoantropološki osvrti na festivale (2013.)
- dobitnica godišnje nagrade Hrvatskog etnološkog društva "Milovan Gavazzi" za znanstveni i nastavni rad (2005.)

## Vanjske poveznice
- Nevena Škrbić Alempijević, Odsjek za etnologiju i kulturnu antropologiju Filozofskog fakulteta u Zagrebu  Arhivirana inačica izvorne stranice od 26. rujna 2018. (Wayback Machine) (pristupljeno 25. rujna 2018.)
- Nevena Škrbić Alempijević, International Society for Ethnology and Folklore (pristupljeno 25. rujna 2018.)
- Nevena Škrbić Alempijević, Sanja Potkonjak i Tihana Rubić: Misliti etnografski. Kvalitativni pristupi i metode u etnologiji i kulturnoj antropologiji, Zagreb: 2016., poveznica na knjigu  Arhivirana inačica izvorne stranice od 26. rujna 2018. (Wayback Machine) (pristupljeno 25. rujna 2018.)